# Nycteola exophila
Nycteola exophila är en fjärilsart som beskrevs av Edward Meyrick 1888. Nycteola exophila ingår i släktet Nycteola och familjen trågspinnare. Inga underarter finns listade i Catalogue of Life.